# Zoreane, Hrîstînivka
Zoreane (în ucraineană Зоряне) este o comună în raionul Hrîstînivka, regiunea Cerkasî, Ucraina, formată numai din satul de reședință.

## Demografie
Componența lingvistică a comunei Zoreane
     Ucraineană (97,24%)
     Rusă (2,76%)
Conform recensământului din 2001, majoritatea populației comunei Zoreane era vorbitoare de ucraineană (97,24%), existând în minoritate și vorbitori de rusă (2,76%).